# Sven Schmid (escrime)
Pour les articles homonymes, voir Sven Schmid et Schmid.
Sven Schmid, né le 21 janvier 1978 à Johannesburg, est un escrimeur allemand pratiquant l'épée.  Il connaît son heure de gloire en 2009 en remportant les Championnats d'Europe d'escrime.
Cet ancien champion du monde junior a commencé sa carrière au SV Böblingen avant de partir tirer au FC Tauberbischofsheim, le centre le plus important de l’escrime allemande. Schmid, qui est sergent dans l’armée allemande, est l’entraîneur de l’équipe d’Allemagne d’épée en fauteuil roulant.

## Palmarès
- Jeux olympiques
  -  Médaille de bronze à l’épée par équipe aux Jeux olympiques de 2004 à Athènes
- Championnats du monde d'escrime
  -  Médaille d'argent à l’épée par équipes aux championnats du monde de 2005 à Leipzig
- Championnats d'Europe d'escrime
  -  Champion d'Europe à l’épée aux Championnats d'Europe d'escrime 2000
  -  Champion d'Europe à l’épée aux Championnats d'Europe d'escrime 2009